# Felix Pachlatko

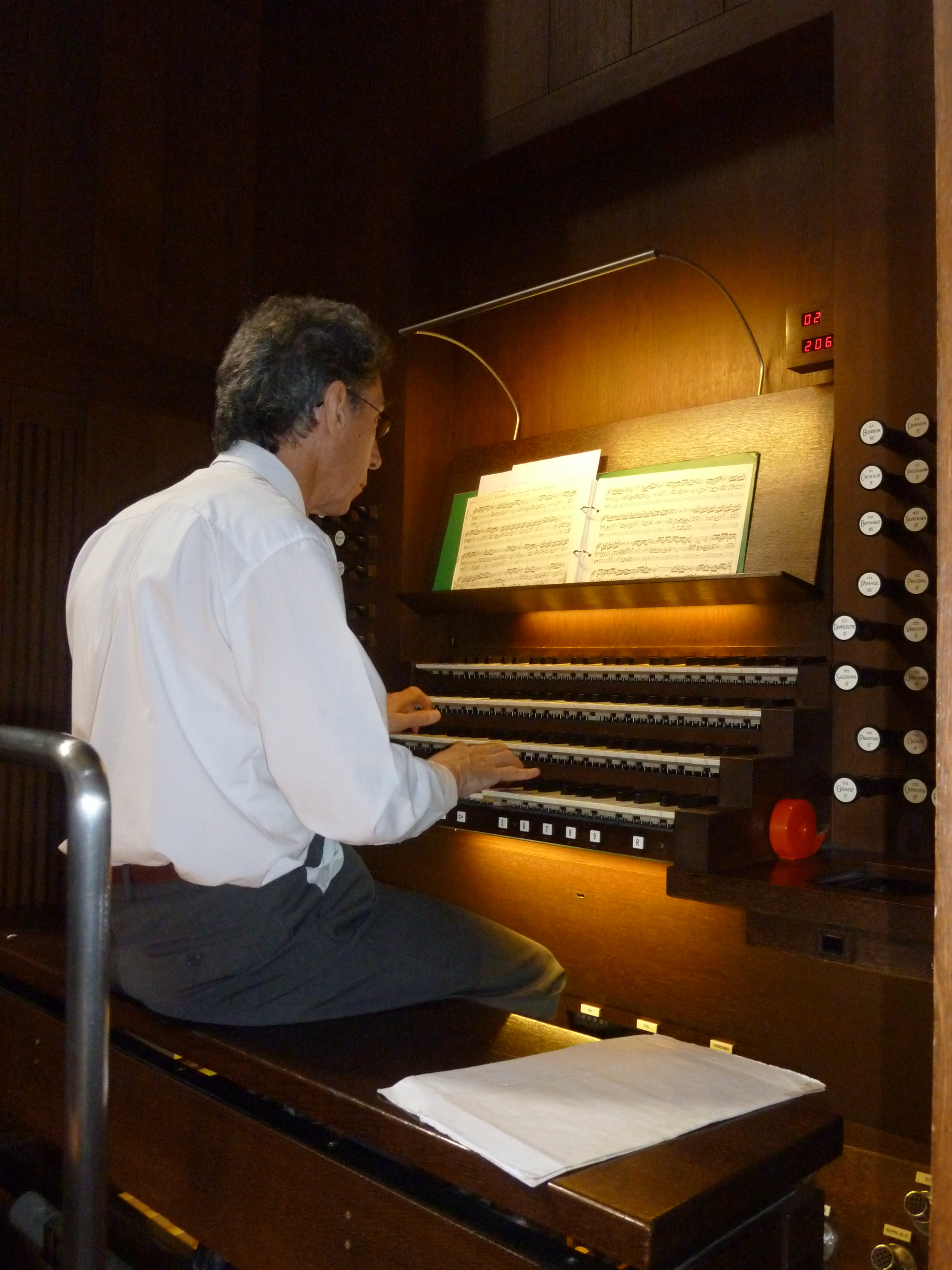
Felix Pachlatko

Felix Pachlatko (* 1950 in Zürich) ist ein Schweizer Organist.

## Leben und Wirken
Pachlatko studierte in Basel bei Eduard Müller. Nach dem Solistendiplom ergänzte er seine Ausbildung bei Anton Heiller und Jean-Claude Zehnder. Nach einer ersten Anstellung an der Tituskirche wurde er 1982 zum Organisten an das Basler Münster berufen. Diese Stelle hatte er bis Dezember 2013 inne. Pachlatko lehrte als Dozent an der Musik-Akademie der Stadt Basel.

## Tondokumente
- Felix Pachlatko an der Mathis-Orgel des Basler Münsters.
- Rudolf Moser: Dorische Rhapsodie für Orgel op. 18 Nr. 2. Swiss Pan.